# Памятник Берви-Флеровскому
Памятник Берви-Флеровскому установлен в Ворошиловском районе Донецка (в районе Южного автовокзала) в честь российского социолога, публициста, экономиста и беллетриста, идеолога народничества, видного участника общественного движения 1860—1890-х годов Василия Васильевича Берви-Флеровского на его могиле, в сквере носящем его имя.
Берви-Флеровский умер в Юзовке в октябре 1918 года, куда приехал к сыну Фёдору, работавшему врачом и прожил с 1897 по 1918 год. В Юзовке до смерти им были написаны «Критика основных идей естествознания» (издана в 1904 году, в книге излагается философия «мыслящего вещества») и «Краткая автобиография».
В одной могиле с ним похоронена его верная спутница жизни Эрмиона Ивановна Берви (урождённая Жемчужина) (умерла в 1924 году), обвенчанная с Василием Васильевичем во время пребывания его под арестом в 1861 году.
К 1925 году кладбище, на котором был похоронен Берви-Флеровский, было заполнено и на нём не осталось мест для погребения. В 1925 году кладбище закрыли и на его месте разбили сквер. Из всех могил оставили только могилу Берви-Флеровского. Сквер назвали именем Василия Васильевича. Этот сквер находился возле третьей школы.
В 1953 году на могиле был установлен обелиск из полированного розового гранита. На обелиске бронзовый барельеф Берви-Флеровского и бронзовый венок из дубовых и лавровых листьев. По центру венка расположен факел, который символизирует свободу.
В связи со строительством детского спорткомплекса в 1981-м году прах Берви-Флеровского перенесли от третьей школы на Горсад.